# Dichelus minor
Dichelus minor är en skalbaggsart som beskrevs av Schein 1958. Dichelus minor ingår i släktet Dichelus och familjen Melolonthidae. Inga underarter finns listade i Catalogue of Life.